# Bongo Botrako
Bongo Botrako es una banda española de rock alternativo formada en Tarragona en 2007 por el vocalista y compositor Uri Giné. La banda publicó su primer álbum de estudio, Todos los días sale el sol, en 2010; éste incluía su éxito más notable, «Todos los días sale el sol» (también conocido como «Chipirón»), que alcanzó el puesto #12 en la lista española de canciones más vendidas. En 2012 publicaron su segundo álbum de estudio, Revoltosa, que les llevó a realizar extensas giras por once países europeos. El primer y único álbum en directo de la banda, Punk Parranda, fue publicado en 2014. En octubre de 2015, Bongo Botrako anunció un parón indefinido y una gira de despedida de seis fechas, realizando su último concierto el 26 de diciembre de 2015.

## Historia

### Inicios (2007–2009)
El líder de Bongo Botrako, Uri Giné, se unió a la banda de punk rock Extracto de Lúpulo como guitarrista, segundo vocalista y compositor en 2003. Algunas de las canciones que escribía no encajaban en el género musical, así que las fue guardando a parte. En octubre de 2007, Uri decidió crear su propia banda con todas esas canciones y la llamó Bongo Botrako. Grabó una maqueta de diez temas en su pequeño estudio casero, programando la batería y tocando él mismo el resto de instrumentos. Después de hacer circular la maqueta, Uri rápidamente reclutó ocho músicos más: Nacho Pascual a la guitarra, Xavi Vallverdú al teclado, Marc Vallverdú al bajo, Gorka Robert a la batería, Pitus Siles a la percusión, Xavi Artiol a la trompeta, Àlex Huguet al trombón y Mercè Verge a los coros. Empezaron a ensayar en enero de 2008 e hicieron su primera actuación en directo el 20 de marzo de 2008 en su ciudad, Tarragona.
Entre 2008 y principios de 2009 hubo algunos cambios en la formación: Mercè Verge dejó la banda, Xavi Latorre sustituyó a Pitus Siles a la percusión, Xavi Barrero sustituyó a Xavi Artiol a la trompeta, Juanhito Saez sustituyó a Àlex Huguet al trombón y Oscar Gómez se unió a la banda como saxofonista.
En febrero y marzo de 2009 la banda grabó una maqueta autoproducida de siete temas, titulada La maketa, en su local de ensayo. Unos días antes de la fecha prevista de publicación de la maqueta, Uri Giné escribió la canción «Todos los días sale el sol» estando en Granada. En ese momento, ya se estaban fabricando 500 copias en CD de la maqueta, así que no tuvieron tiempo de incluir la nueva canción. La maketa fue publicada el 5 de mayo de 2009 y la banda vendió las copias en CD en sus conciertos. La canción «Todos los días sale el sol» se estrenó en directo en Lérida el 7 de mayo de 2009 y se convirtió en un éxito inmediato en cada concierto de su gira catalana, a pesar de no estar incluida en la maqueta.
Uri Giné dejó Extracto de Lúpulo el 24 de septiembre de 2009 para centrarse exclusivamente en Bongo Botrako. Al cabo de casi dos años gestionando ambas bandas al mismo tiempo, Bongo Botrako había conseguido mucho más éxito que Extracto de Lúpulo y muchos conciertos empezaban a coincidir, así que Uri sintió la necesidad de dar el paso.
A finales de 2009 hubo algunos cambios más en la formación, con los que finalmente se configuró la formación actual: Juanhito Saez y Xavi Latorre dejaron la banda, y David García sustituyó a Marc Vallverdú al bajo.

### Todos los días sale el sol(2010–2011)
Como resultado de la repercusión generada por la canción «Todos los días sale el sol», la banda captó la atención de Joni Sahún, un A&R del sello discográfico independiente Kasba Music. Grabaron su álbum debut Todos los días sale el sol en La Atlántida Studios de Barcelona y lo publicaron en España el 27 de septiembre de 2010 con Kasba Music. El álbum también fue publicado más tarde en Francia, Alemania, Reino Unido, Bélgica, Países Bajos, Luxemburgo y Japón.
La primera gira de la banda como grupo principal empezó en octubre de 2010 y les llevó a multitud de salas de toda España con entradas agotadas. En primavera y verano de 2011 hicieron conciertos en festivales de España y Francia, obteniendo una buena recepción del público que les ayudó a aumentar su creciente número de fanes.
Bongo Botrako publicó el videoclip para el primer sencillo del álbum, «Todos los días sale el sol», el 23 de junio de 2011. La canción alcanzó una enorme popularidad en España después de que los jugadores de la Selección Española de Baloncesto, incluyendo Pau Gasol, Marc Gasol y Ricky Rubio, tomaran la costumbre de cantarla antes de cada partido en el Eurobasket 2011, que finalmente ganaron. En septiembre de 2011, «Todos los días sale el sol» alcanzó el puesto #12 en la lista española de canciones más vendidas y el puesto #2 en la lista española de canciones más vendidas en iTunes. La canción acumula más de 31 millones de reproducciones en YouTube y más de 31 millones de reproducciones en Spotify, hecho que la convierte de lejos en la canción más popular de Bongo Botrako.
En octubre de 2011, después de asistir a un concierto, Germán Quimasó de Sonde3 Producciones se convirtió en el mánager de la banda, un rol que hasta entonces había desempeñado Uri Giné.

### Revoltosa(2012–2013)

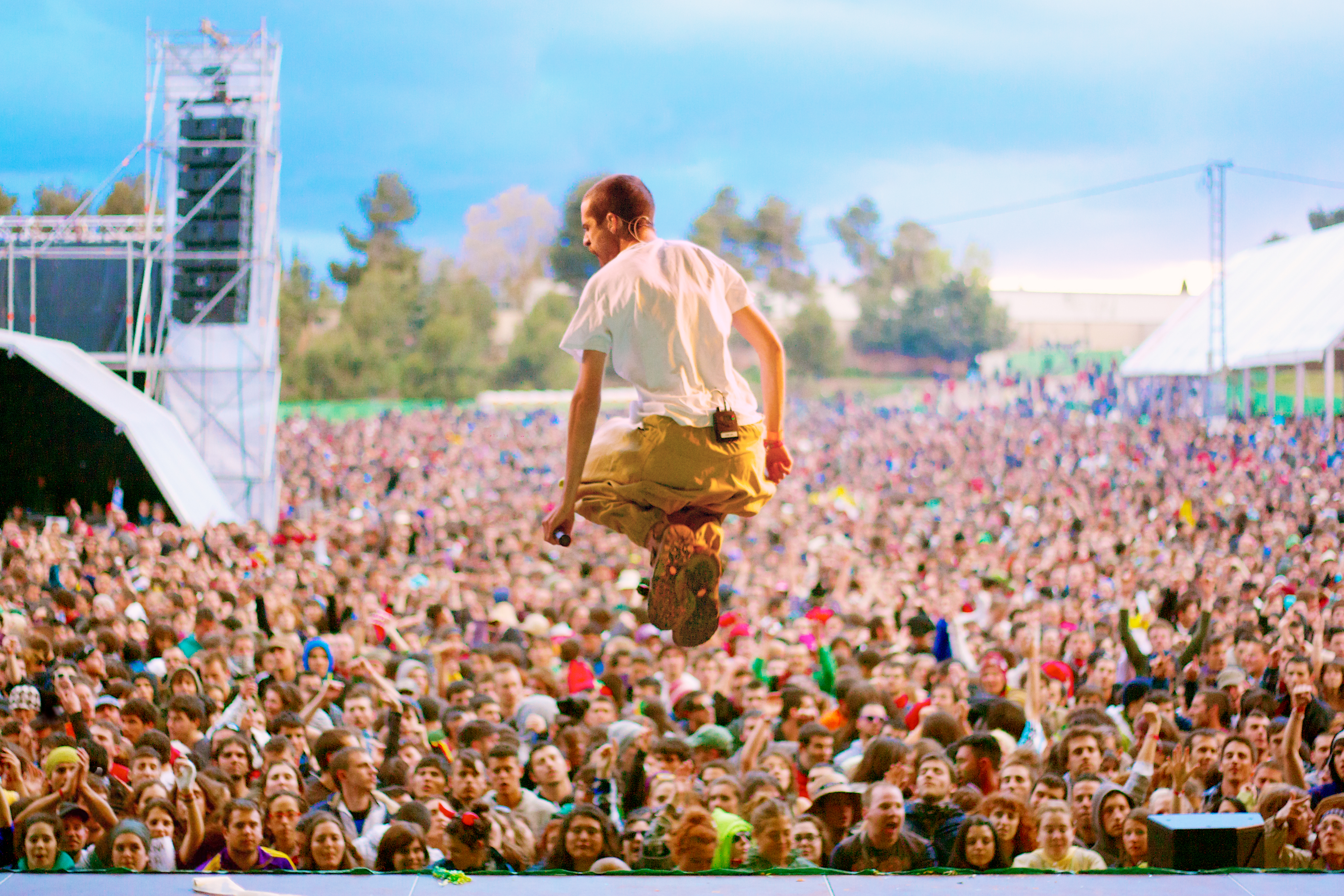
Uri Giné actuando con Bongo Botrako en el festival Viña Rock 2012.

El segundo álbum de estudio de la banda, Revoltosa, fue grabado en Estudios Garate de Andoáin y producido por la cantante española Amparo Sánchez, también conocida como Amparanoia. Fue publicado el 12 de noviembre de 2012 en España, Francia, Alemania, Reino Unido, Bélgica, Países Bajos, Luxemburgo y Japón con Kasba Music.
El videoclip para el primer sencillo del álbum, «Revoltosa», fue publicado el 15 de noviembre de 2012, rodeado de polémica por la aparición de agentes de policía antidisturbios divirtiéndose a la vez que usando violencia brutal contra una multitud de manifestantes pacíficos. Uri Giné explicó que querían denunciar la brutalidad policial y que usaron sarcasmo, sátira y humor porque pensaron que así atraerían más la atención sobre el tema que mostrando imágenes realistas a las cuales la gente está sobreexpuesta.
Durante 2012 y 2013, la banda se embarcó en una extensa gira que les llevó a Francia, Italia, Países Bajos, Austria, Andorra, Bélgica y Suiza. También se convirtieron en habituales de grandes festivales españoles como Viña Rock o Arenal Sound.

### Punk Parranday anuncio de parón indefinido (2014–2015)

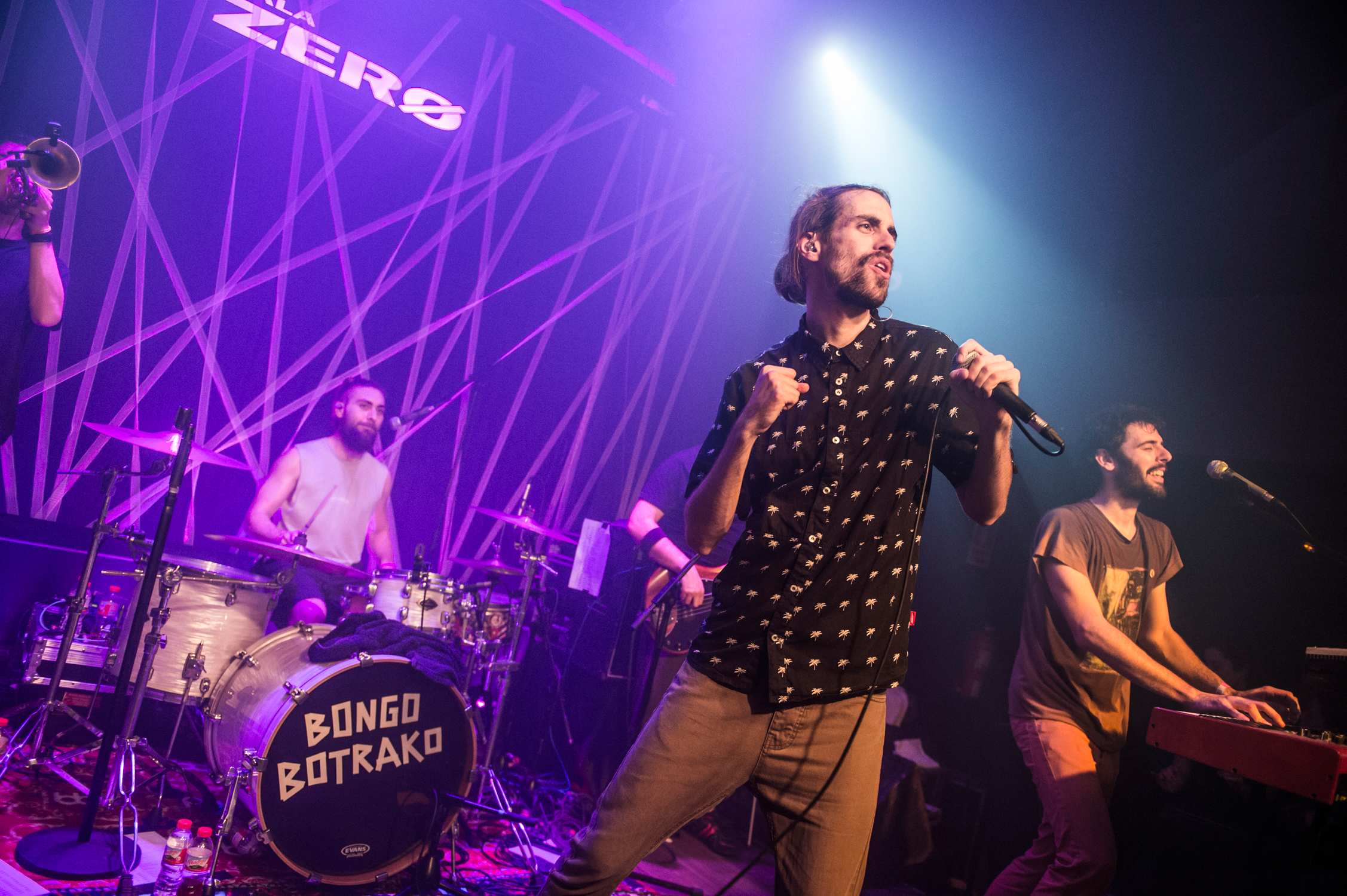
Bongo Botrako tocando en su último concierto antes del parón indefinido.

El primer y único álbum en directo de la banda, Punk Parranda, fue publicado el 3 de noviembre de 2014 con Kasba Music. Lo grabaron tocando para un público de más de 60.000 personas en el festival Viña Rock el 2 de mayo de 2014 en Villarrobledo.
Durante 2014 y 2015, la banda continuó girando por Europa y visitó Francia, Italia, Países Bajos, Austria, Andorra, Reino Unido, Alemania y República Checa. Alcanzaron especial éxito en los Países Bajos, donde realizaron una gira de salas con entradas agotadas y tocaron en algunos grandes festivales como Lowlands 2014, Parkpop 2015 y Zwarte Cross 2015.
El 13 de octubre de 2015, Bongo Botrako anunció un parón indefinido y una gira de despedida de seis fechas en un comunicado a través de su sitio web oficial:
«Con este comunicado los Bongo Botrako os anunciamos que hemos decidido parar. Han sido ocho años desde que empezamos, que se dice pronto. Ocho años de alegrías, de buenos amigos, de colaboraciones increíbles, de viajes agotadores, de fiestas salvajes y también de algunas heridas. Pero sobre todo ocho años que no cambiaríamos por nada en el mundo. Y ahora llegó el momento de respirar. Porque el camino enriquece el corazón pero también le pesa. Y no queremos continuar si no es con la ilusión intacta del primer día. No sabemos si es un hasta luego o un hasta siempre, el tiempo lo dirá.» – Bongo Botrako
Uri Giné explicó que se sentía agotado después de ocho años de giras sin interrupción y que la banda había perdido la ilusión. Sin embargo, aseguró que continuaría escribiendo canciones y dejó la puerta abierta a crear un nuevo proyecto musical en el futuro. Bongo Botrako realizó su concierto número 500 y último en la ciudad natal de Uri, Tarragona, el 26 de diciembre de 2015.

## Estilo musical
Uri ha descrito la música de la banda como «punk parranda» en numerosas ocasiones. Él explica que no es una etiqueta demasiado rigurosa pero que le gusta porque comprende el espíritu punk, entendido como activismo social y canciones aceleradas, y el tono parrandero, caracterizado por mensajes positivos y ritmos bailables.
El estilo musical de Bongo Botrako ha sido descrito como rock alternativo, reggae rock, ska punk, reggae y ska. Muchas personas también han etiquetado su música como rumba, pero ellos han intentado distanciarse de esta etiqueta sosteniendo que sólo han publicado tres canciones clasificables como rumba, todas ellas en su primer álbum. La banda es conocida por transformar radicalmente algunas de sus canciones cuando las tocan en directo, ofreciendo a menudo versiones en directo más aceleradas y contundentes a partir de canciones originalmente lentas o tranquilas.
El sonido de Bongo Botrako se ha comparado con el de Mano Negra, The Clash, Bob Marley y Kortatu. De hecho, Gambeat, actual bajista de Manu Chao y su Radio Bemba, produjo el directo de la banda desde 2011 hasta 2015.

## Activismo
Bongo Botrako ha manifestado su oposición a la tortura animal. Han apoyado a Amnistía Internacional y actuaron en dos conciertos benéficos para ellos en Barcelona, en 2012 y 2013. También incluyeron una cita de Amnistía Internacional en el videoclip de su canción «Revoltosa» en 2012.

## Miembros

### Miembros actuales
- Uri Giné – voz principal, guitarra (2007–2015)
- Nacho Pascual – guitarra, coros (2008–2015)
- Xavi Vallverdú – teclado, coros (2008–2015)
- David García – bajo, coros (2009–2015)
- Gorka Robert – batería, coros (2008–2015)
- Xavi Barrero – trompeta, coros (2008–2015)
- Oscar Gómez – saxo, coros (2009–2015)

### Antiguos miembros
- Marc Vallverdú – bajo (2008–2009)
- Pitus Siles – percusión (2008)
- Xavi Latorre – percusión (2008–2009)
- Xavi Artiol – trompeta (2008)
- Àlex Huguet – trombón (2008–2009)
- Juanhito Sáez – trombón (2008–2009)
- Mercè Verge – coros (2008)

## Discografía

### Álbumes de estudio
- Todos los días sale el sol (2010)
- Revoltosa (2012)

### Álbumes en directo
- Punk Parranda (2014)

## Premios
Bongo Botrako ganó el premio de la Asociación Catalana de Representantes a la «Mejor Gira de Salas» en 2013 y el premio Enderrock a la «Mejor Banda en Otras Lenguas» en 2014.